# Schema simpliciale
In matematica, uno schema simpliciale è un oggetto definito usando la teoria degli insiemi, usato soprattutto per modellizzare in modo astratto e combinatorio uno spazio topologico. Lo spazio topologico che modellizza è un complesso simpliciale.

## Definizione
Uno schema simpliciale è una coppia {\displaystyle (I,K)} dove {\displaystyle I} è un insieme i cui elementi sono detti vertici, e {\displaystyle K} è una famiglia di sottoinsiemi di {\displaystyle I} che soddisfa le proprietà seguenti:
1. {\displaystyle K} contiene tutti gli insiemi formati da un solo elemento,
2. Se un insieme appartiene a {\displaystyle K} allora tutti i suoi sottoinsiemi appartengono a {\displaystyle K}.

Le due condizioni possono essere espresse anche nel modo seguente.
1. {\displaystyle \{i\}\in K\ \forall i\in I,}
2. {\displaystyle s\in K,t\subset s\Rightarrow t\in K.}

Gli elementi di {\displaystyle K} sono detti simplessi. La dimensione di un simplesso è la sua cardinalità meno uno.

## Complesso simpliciale associato
A partire da uno schema simplicale è possibile costruire un complesso simpliciale, che è a sua volta uno spazio topologico. Il complesso simpliciale è costruito rappresentando ogni simplesso di dimensione {\displaystyle k} come un simplesso geometrico della stessa dimensione, definito come l'insieme
{\displaystyle \Delta _{k}=\{(x_{0},\ldots ,x_{k})\in \mathbb {R} ^{k+1}\ |\ x_{0}+\ldots +x_{k}=1,x_{i}\geqslant 0\,\forall i\}.}
E identificando i vari simplessi secondo le prescrizioni date dalle relazioni insiemistiche degli elementi di {\displaystyle K}.